# Darzī Kolā-ye Kūchek
Darzī Kolā-ye Kūchek (persiska: دَرزی كُلا كوچَك, Darzī Kolā Kūchak, درزی كلا كوچك, Darzī Kolā-ye Kūchak, دَرزی كُلای كوچَك) är en ort i Iran.   Den ligger i provinsen Mazandaran, i den norra delen av landet, 130 km nordost om huvudstaden Teheran. Darzī Kolā-ye Kūchek ligger 18 meter över havet och antalet invånare är 242.
Terrängen runt Darzī Kolā-ye Kūchek är platt, och sluttar norrut. Runt Darzī Kolā-ye Kūchek är det tätbefolkat, med 286 invånare per kvadratkilometer. Närmaste större samhälle är Babol, 12,9 km nordost om Darzī Kolā-ye Kūchek. Trakten runt Darzī Kolā-ye Kūchek består till största delen av jordbruksmark.